# Elizaveta Kulichkova
Elizaveta Dmitrievna Kulichkova, née le 12 avril 1996, est une joueuse de tennis russe professionnelle.
Elle a remporté le simple et le double junior de l'Open d'Australie 2014.

## Carrière
Elizaveta Kulichkova a joué huit finales de tournoi ITF en simple. Elle compte parmi celles-ci six titres à Antalya, Istanbul, Hong Kong, Lenzerheide, Bangkok Quanzhou et Olomouc.
Sur le circuit WTA, elle connait ses premières victoires en 2015 à Kuala Lumpur puis à Katowice où elle est quart de finaliste. Elle fait ses débuts dans le tableau principal d'un tournoi du Grand Chelem à l'occasion du tournoi de Wimbledon où elle s'impose au premier tour contre Yanina Wickmayer (3-6, 7-66, 10-8), dans un match disputé sur deux jours. Lors de sa tournée asiatique, elle parvient en quart de finale à Séoul et Tianjing.
En 2016, elle passe les deux premiers tours de l'Open d'Australie contre Andrea Petkovic puis Monica Niculescu mais est contrainte à l'abandon au tour suivant en raison d'une blessure au dos. De retour sur les courts quelques jours plus tard, elle s'achemine une nouvelle fois jusqu'en quart de finale d'un tournoi WTA, cette fois-ci à Kaohsiung. Début mai, elle se blesse de nouveau à l'occasion du tournoi de Cagnes-sur-Mer et s'absente pendant deux mois. Lors de la saison 2017, elle n'obtient pas de résultat significatif et dispute son dernier match officiel à l'occasion de l'US Open.

## Palmarès
Aucun titre. Aucune finale.

## Parcours en Grand Chelem

### En simple dames
| Année | Open d'Australie                                | Open d'Australie                                 | Internationaux de France | Internationaux de France | Wimbledon                                             | Wimbledon                                       | US Open                                             | US Open |
| ----- | ----------------------------------------------- | ------------------------------------------------ | ------------------------ | ------------------------ | ----------------------------------------------------- | ----------------------------------------------- | --------------------------------------------------- | ------- |
| 2014  | —                                               | —                                                | —                        | —                        | —                                                     | —                                               | Q1 \|\| style="text-align:left" \| Stephanie Foretz |         |
| 2015  | Q2 \|\| style="text-align:left" \| Petra Martić | Q2 \|\| style="text-align:left" \| Johanna Konta | 2e tour (1/32)           | Madison Keys             | 1er tour (1/64)                                       | Elina Svitolina                                 |                                                     |         |
| 2016  | 3e tour (1/16)                                  | Carla Suárez                                     | -                        | -                        | -                                                     | -                                               | Q1 \|\| style="text-align:left" \| Taylor Townsend  |         |
| 2017  | 1er tour (1/64)                                 | Barbora Strýcová                                 | -                        | -                        | Q3 \|\| style="text-align:left" \| Anastasia Potapova | Q1 \|\| style="text-align:left" \| Alexa Glatch |                                                     |         |

À droite du résultat, l’ultime adversaire.

### En double dames
| Année | Open d'Australie | Open d'Australie | Internationaux de France | Internationaux de France | Wimbledon                 | Wimbledon                   | US Open | US Open |
| 2015  | -                | -                | -                        | -                        | 1er tour (1/32) E. Rodina | Anabel Medina Arantxa Parra | -       | -       |

Sous le résultat, la partenaire ; à droite, l’ultime équipe adverse.

## Parcours en «Premier Mandatory» et «Premier 5»
Découlant d'une réforme du circuit WTA inaugurée en 2009, les tournois WTA « Premier Mandatory » et « Premier 5 » constituent les catégories d'épreuves les plus prestigieuses, après les quatre levées du Grand Chelem.

### En simple dames
| Année |              | Premier Mandatory | Premier Mandatory | Premier Mandatory | Premier Mandatory |       | Premier 5 | Premier 5 | Premier 5  | Premier 5 | Premier 5 | Premier 5 | Premier 5                  |
| Année | Indian Wells | Miami             | Madrid            | Pékin             |                   | Dubaï | Rome      | Canada    | Cincinnati |           | Tokyo     |           |                            |
| Année | Indian Wells | Miami             | Madrid            | Pékin             |                   | Doha  | Rome      | Canada    | Cincinnati |           | Wuhan     |           |                            |
| Année | Indian Wells | Miami             | Madrid            | Pékin             |                   |       | Rome      | Canada    | Cincinnati |           |           |           |                            |
| 2016  |              |                   |                   |                   |                   |       |           |           |            |           |           |           | 1er tour (1/32) I.-C. Begu |

Sous le résultat, l’ultime adversaire.

## Classement WTA en fin de saison

### En simple
| Année | 2012 | 2013 | 2014 | 2015 | 2016 | 2017 |
| Rang  | 867  | 346  | 147  | 104  | 149  | 194  |

Source : (en) « Classements de Elizaveta Kulichkova », sur le site officiel du WTA Tour